# Tapirapé
I Tapirapé sono un gruppo etnico del Brasile con una popolazione stimata in 655 individui nel 2010 (Funasa). Vivono nello stato brasiliano del Mato Grosso, nei pressi dei fiumi Tapirapé e Araguaia. Sono in larga parte coltivatori di fagioli, mais, cotone; praticano la caccia e la pesca.
Il principale resoconto sui Tapirapé è stato scritto dagli antropologi Herbert Baldus e Charles Wagley (bibliografia), e da un gruppo appartenente alle Piccole Sorelle di Gesù, suore missionarie che cominciarono ad aiutare i Tapirapé sin dal 1953. Gran parte di questo articolo è basato sul testo di Wagley che visse con i Tapirapé negli anni 1939-1940 e ritornò nelle loro zone molte volte in seguito. Questo libro traccia la storia di questa tribù dal 1900 al 1970.

## Lingua
Parlano la lingua tapirapé (codice ISO 639-3 taf) che appartiene alla famiglia linguistica tupi-guaraní.

## Insediamenti
Vivono negli stati brasiliani del Mato Grosso e del Tocantins nella regione della catena montuosa di Urubu Branco. Originari dell'area intorno ai fiumi Tocantins e Xingu, dove vissero fino al XVII secolo, oggi sono stanziati in due territori indigeni ufficialmente riconosciuti: il territorio indigeno Tapirapé/Karaja (66.166 ettari, riconosciuto nel 1983) e il territorio indigeno dell'Urubu Branco (167.533 ettari, riconosciuto nel 1998).

## Storia
Secondo Wagley, i Tapirapé discendono dalla tribù dei Tupinamba che popolò parte della costa brasiliana nel XVI secolo; la congettura è basata sulla estrema somiglianza dei rispettivi linguaggi, appartenenti entrambi alla famiglia delle lingue tupi. Quando i conquistadores espansero il loro dominio, alcuni gruppi di Tupinamba si ritrassero verso l'interno, arrivando fino alle zone a sud dell'equatore sugli affluenti del Rio delle Amazzoni, dando origine al gruppo Tapirape. Dal 1900, vi erano 5 villaggi con una popolazione di circa 1500 individui, su un'area compresa tra il 50º e il 51º parallelo.
Sporadici contatti con i brasiliani civilizzati cominciarono nel 1910; vi furono scambi di oggetti in ferro, e merci varie. Dal 1939, alcune epidemie e qualche schermaglia con i gruppi vicini ridussero la popolazione ad appena 187 persone riunite in un solo villaggio chiamato Tapiitawa. Nel 1953 si contavano solo 51 Tapirapé. In quell'anno, le Piccole Sorelle cominciarono i primi contatti, seguiti dall'istituzione, da parte del governo brasiliano, di un Servizio di Protezione per gli Indios. La popolazione ricominciò a crescere, e nel 1976 il numero di componenti salì a 136 unità.

## Organizzazione sociale
Ogni famiglia ha un proprio leader, ma questi non sono organizzati in una sorta di consiglio del villaggio. Ciò dimostra che non vi è un vero e proprio leader nella comunità. Le abitazioni sono collocate in forma ovale intorno al takana, una sorta di club privato per soli uomini e sede delle sei "Società degli Uccelli" (ognuna di esse porta il nome di una specie di uccello). Gli uomini sono soliti trascorrere parte della giornata nei takana. L'appartenenza a tali congreghe viene tramandata attraverso i legami parentali tra padre e figlio.
Dopo il matrimonio, gli uomini vanno a vivere con la famiglia della moglie. Ai bambini è concesso di solito fare molte cose, come giocare intorno al villaggio o al di fuori di esso. Dopo aver superato la fase adolescenziale, possono inoltre frequentare anche il takana e con una sorta di rituale di iniziazione vengono iniziati al mondo degli adulti.
I Tapirapé esercitano un forte controllo delle nascite. Nessuna coppia può avere più di tre figli, e non più di due dello stesso sesso. A questi risultati si arriva tramite infanticidi. Giustificano tale pratica per ragioni di tipo economico: a causa del loro livello di tecnologia e dei mezzi di sussistenza, sono convinti di non potere prendersi cura di più di tre figli per ogni coppia.

### Sistema economico
I Tapirapé vivevano di orticoltura praticata con il sistema del "taglia e brucia" (agricoltura itinerante), di caccia e di pesca. Quando le zone boschive si ridussero, cominciarono a distribuire le piantagioni solo un paio di volte all'anno. Per quanto riguarda le abitazioni, ogni casa Tapirapé ospita da 4 a 5 famiglie collegate tra di loro da rapporti parentali; ogni abitazione ha il suo giardino; tutti i prodotti della caccia e dell'agricoltura sono oggetti di scambio tra le varie famiglie.
Vi è inoltre il concetto di proprietà privata, soprattutto di oggetti quali ceste, collane di perle, amache e così via. Servizi come cure di sciamani, assistenza al parto e altro sono ricompensati con doni. Questi ultimi sono usati anche per riparare ad eventuali offese che possono incorrere nei rapporti di amicizia. Inoltre Wagley descrive un interessante rituale a scadenza annuale che prevede lo scambio di doni; questo cerimoniale è diretto soprattutto ai più bisognosi. Durante il rito, gli uomini sono soliti bere il kawi, una potente miscela di succhi che produce forte nausea. Chi sceglie di non bere è costretto a fare doni a colui che ha invece scelto di bere.

### La cura del corpo
I Tapirapé non usano alcun vestito durante la vita quotidiana; solo gli uomini fanno uso di un piccolo cono per coprire il pene.
Le donne si accovacciano e si siedono con le gambe unite. Sia gli uomini che le donne dipingono il corpo con disegni diversi a seconda dell'età e del sesso. In occasione di cerimonie speciali e di danze indossano anche gonnellini, cavigliere e bracciali.
Le donne sono sottoposte a un'operazione di scarnificazione facciale molto dolorosa dopo il matrimonio e prima di avere bambini. Questa operazione è praticata da uno sciamano, che incide disegni permanenti a forma di mezza luna sulle guance e sul mento usando un attrezzo tagliente.

### Religione

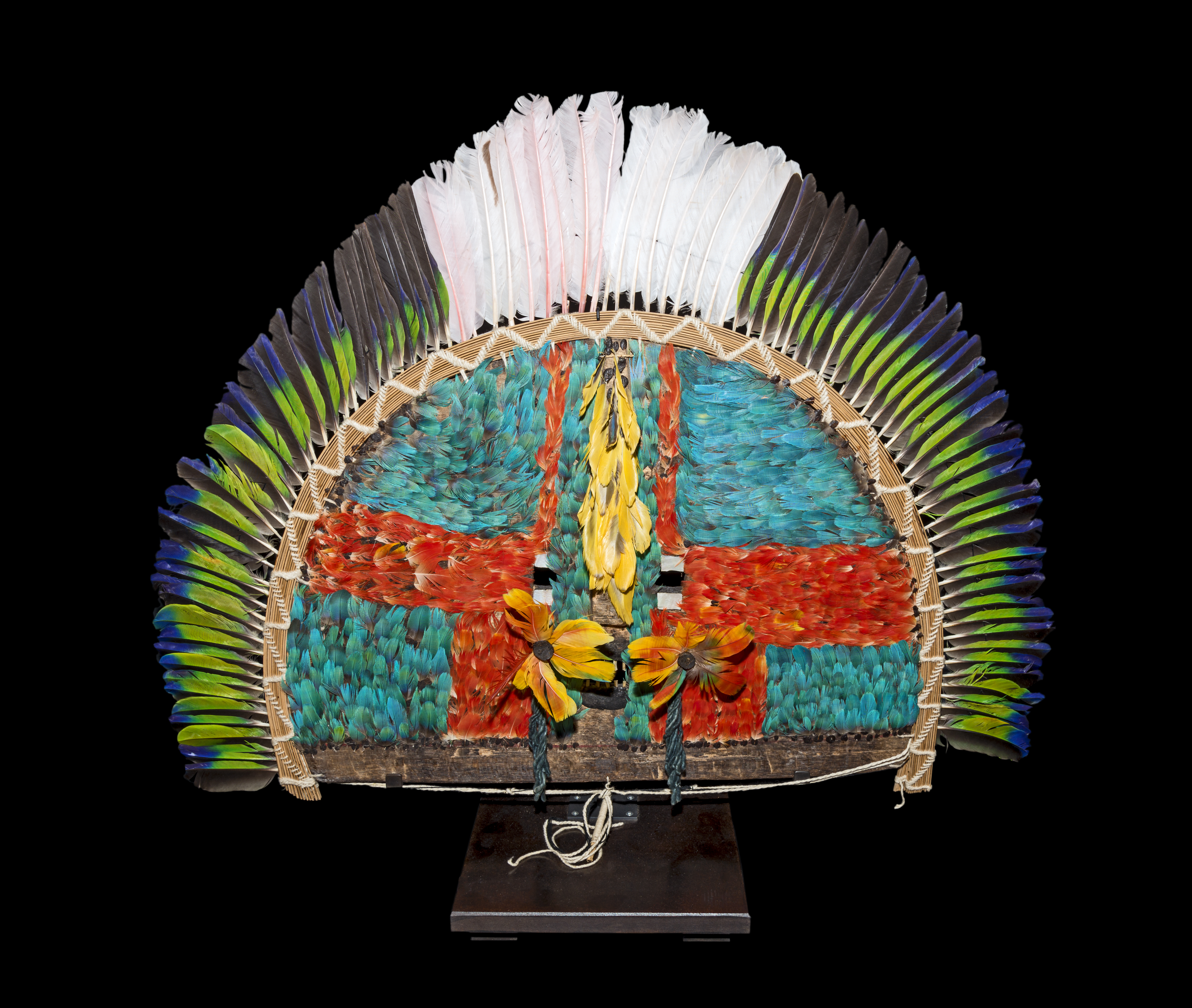
Maschera Tapirapé

La loro religione è basata sullo sciamanesimo. Esistono spiriti di ogni genere, alcuni buoni e altri ostili, con cui lo sciamano può comunicare. Gli spiriti vennero a vivere nel Takana secondo una base ciclica; ogni spirito "appartiene" ad una particolare "Società di Uccelli".